# Macedônios no Brasil
Macedônios no Brasil são o grupo de macedônios que vivem no Brasil, ou seus descendentes. Estima-se que quarenta e cinco mil pessoas no Brasil são de ascendência macedônia.